# Darwinella muelleri
Darwinella muelleri är en svampdjursart som först beskrevs av Schultze 1865.  Darwinella muelleri ingår i släktet Darwinella och familjen Darwinellidae. Inga underarter finns listade i Catalogue of Life.